# Tripelalliancekrigen
Tripelalliancekrigen, også kendt som Den paraguayanske krig eller Den store krig, blev udkæmpet i årene 1864-1870 og er en af de blodigste konflikter, som er foregået på det amerikanske kontinent. Den blev udkæmpet mellem Paraguay på den ene side og de allierede lande Argentina, Brasilien og Uruguay på den anden.
Årsagerne til denne krigs begyndelse er omstridte. Som hovedårsager har været påpeget sådanne forhold som efterdønninger efter koloniseringen af Latinamerika, kampen om fysisk herredømme over den strategisk vigtige Rio de la Plata-region, Brasiliens og Argentinas indblanding i den interne politik i Uruguay, britiske økonomiske interesser i regionen samt udvidelsesambitionerne hos den paraguayanske præsident Francisco Solano López.
Udfaldet af krigen blev et fuldstændig nederlag for Paraguay. Efter, at tripelalliancen nedkæmpede Paraguay i en konventionel krig, blev konflikten ændret til en udmattende guerillakrig, som efterhånden reducerede hele den paraguayanske befolkning, både den militære og den civile. Et skøn over de totale tab i Paraguay – gennem både krig og sygdom – har været så højt som 1,2 millioner personer eller 90 % af befolkningen før krigen. Et måske mere nøjagtig skøn sætter de paraguayanske tab til ca. 300.000 af de 500-525.000 førkrigs-indbyggere.
Det tog mange årtier før Paraguay kunne genrejses fra det kaos og den demografiske ubalance, landet var blevet udsat for. Krigen førte til afslutningen på slaveriet og kejserdømmet i Brasilien samt førte til, at militæret fik en nøglerolle i landet. For Argentina blev udfaldet en modernisering af hele landet. Brasilien og Argentina gik efter krigen bort fra sin rolle som interventionister i den interne politik i Uruguay.

## Indledning

### Paraguay før krigen
Historikere har længe ment, at Paraguay udviklede sig anderledes end de andre sydamerikanske lande så længe, det var under ledelse af José Gaspar Rodríguez de Francia (1813 – 1840) og Carlos Antonio López (1841 – 1862). Målet for Francia og Carlos López var at opmuntre til selvforsynende økonomisk udvikling i Paraguay ved at pålægge isolation fra nabolandene. Tolkningen af historien har imidlertid ændret sig. I 1960- og 1970-erne påstod mange historikere, at Tripelalliancekrigen blev forårsaget af en britisk pseudo-kolonial påvirkning, men i de senere år er disse opfattelser blevet forladt til fordel for arbejder af forfattere som Francisco Doratiotto.

#### Forhistorie
Portugals kolonisering af Brasilien betød konflikter med Spanien, som ikke kunne løses hverken med Inter Caetera, Tordesillastraktaten eller med nogen af de påfølgende aftaler mellem de iberiske stater (Utrechttraktaten, Madridtraktaten, San Ildefonsotraktaten, Permutatraktaten og så videre). I 1500-tallet havde provinsen og regeringen i Paraguay direkte tilgang til Atlanterhavet ved territorierne Guayra eller Pinería samt ved Ybiazá eller La Vera, det vil sige områder, som i dag modsvarer de brasilianske delstater Paraná og Santa Catarina. Iberiaunionen i 1600-tallet gjorde sit til at reducere konflikterne i regionen, som for en stor del var forårsagede af lusobrasilianske bandeirantes-ekspeditioner.
I denne periode ødelagde bandeiranterne de spanske bosættelser San Vicente de Ybiazá, Ontiveros, Villa Rica del Espíritu Santo I og Ciudad Real del Guayra samt reducerede San Ignacio I, Loreto og Santa Maria del Iguazú med flere. Den lusobrasilianske udvidelse stoppede ikke i Guayra og La Vera, men nåede den øverste del af floden Paraguay efter ødelæggelsen af byen Santiago de Jerez og missionerne i Itatín i floddalen Mbotetey (nu kaldt Rio Miranda af Brasilien). Grænseaftalen mellem de spanske og portugisiske besiddelser var et forsøg på at lægge tøjler på ekspansionen af det portugisiske Brasilien (og snart den brasilianske stat). De geografiske træk, som brasilianerne mente var grænserne, var imidlertid vidt forskellige fra de spanske. Et eksempel på dette, som var en bekymring for Paraguay, var floden Ygurey, som ifølge den spanske og snart paraguayanske mening var den, som brasilianerne kaldte (og kalder) Vacaria i sin øvre del og Ivinheima i den nedre del, mens brasilianerne mente, at Ygurey (eller "Igureí") var en mindre flod, som løber meget længere mod syd og blev kaldt (og kaldes) Carapá af spanierne og guaraní-indianerne.
På denne måde blev grænsen mellem Paraguay og Brasilien sat under deklarationen om Paraguays selvstændighed i 1811 til være nordvest for Ygurey, det vil sige den større del af Parana-floden, og til nordøst var det Blanco-floden, som ender i Paraguay-floden nær Forte Olimpo. Tillige vedligeholdt Paraguay af historiske og befolkningsmæssige grunde sin jurisdiktion mod vest inkluderet zonerne i den nuværende brasilianske delstat Paraná.
I begyndelsen af uafhængighedsperioden fra Kongeriget Spanien, begyndte de brasilianske fjendtligheder igen, men de blev svækkede af to hovedgrunde under regeringen under Jose Gaspar Rodriguez da Francia: en økonomisk politik som var i Brasiliens favør (ved at åbne toldfrie zoner i Itapuá og Forte Olimpo), samt en alliance mod forstærkningerne udført af Rosas i Argentina.
Efter, at Rosas blev afsat i 1852, blev de brasilianske alliancer brudt, og kejserriget Brasilien øgede sit pres mod den paraguayanske republik for, at den skulle acceptere de grænser, som blev krævet af den brasilianske stat. Et forsøg på forsoning var en deklaration om en neutral zone, hvor grænserne måtte blive til ved en fredelig løsning. Men i begyndelsen af 1860-erne fortsatte de brasilianske fjendtligheder at vokse og pagten blev brudt, idet Brasilien grundlagde den stærke by Dourados syd for Ygurey-floden.

#### Lópezfamiliens regime
Lópezfamiliens regime var kendetegnet af en centralisering uden rum for opbygning af et virkelig borgerligt samfund. Der var ingen forskel mellem den offentlige og private sfære, og Lópezfamilien regerede landet som om, at det var et stort ejendomsgods
Eksport af te-sorten "Yerba mate" og værdifulde træsorter gjorde, at handelsbalancen var under total kontrol af regeringen. Paraguay var ekstremt protektionistisk, accepterede aldrig lån fra udlandet og gennem høje toldsatser nægtede det udenlandske produkter adgang til hjemmemarkedet. Francisco Solano López, søn af Carlos Antonio López, afløste sin fader som præsidentdiktator i 1862 og fortsatte i den samme generelle politiske retning.
På den militære arena derimod udførte Solano López en modernisering og udvidelse som til sidst skulle føre til krig. Mere end 200 udenlandske teknikere, hyret af regeringen, installerede telegraf- og jernbanelinjer for at hjælpe stål-, tekstil-, papir-, blæk- og krudtindustrien samt marinekonstruktion. Jernværket Ibicuí, bygget i 1850, producerede kanoner, bombekastere og kugler af alle kalibre mens krigsskibe blev byggede på skibsværfterne i Asunción.
Denne udvikling nødvendiggjorde kontakt med det internationale marked, men Paraguay var omgivet af land. Dets havne var alle flodhavne, og skibene måtte sejle ned over floderne Paraguay og Paraná for at komme til flodmundingen i Rio de la Plata og havet. Solano López fremkom med et projekt om at få en havn ved Atlanterhavet: måske planlagde han at oprette et "Stor-Paraguay" ved at erobre en smal del af Brasilien, et landområde som ville knytte Paraguay til kysten.
For at kunne gennemføre sine ekspansionsplaner begyndte López at forberede Paraguays militær. Han styrkede krigsindustrien og mobiliserede et stort antal mænd til hæren. Der var allerede indført obligatorisk militærtjeneste i Paraguay. López igangsatte også intensiv militær træning og byggede befæstninger ved mundingen af Paraguay-floden.
Diplomatisk set ville Solano López alliere sig med Uruguays regerende parti, Blanco-partiet. Dette var også kendt som nationalpartiet. Colorados-partiet havde sine forbindelser til Brasilien og Argentina.

### Politikken omkring Rio de la Plata
Efter, at Brasilien og Argentina havde opnået selvstændighed, prøvede begge lande at få kontrol over Rio de la Plata. Denne kamp mellem regeringerne i Buenos Aires og Rio de Janeiro påvirkede alle diplomatiske og politiske relationer mellem landene i regionen. Brasilien gik næsten til krig mod Argentina to gange på grund af dette.
Regeringen i Buenos Aires planlagde at rekonstruere det gamle territorium under statholderskabet i Rio de la Plata inkluderet Paraguay og Uruguay. De udførte flere forsøg på dette i den første halvdel af det 19. århundrede uden succes, mange gange på grund af brasiliansk intervention. Af frygt for en dominerende argentinsk kontrol foretrak Brasilien en magtbalance i regionen og hjalp Paraguay og Uruguay til at beholde deres suverænitet.
Under portugisisk herredømme var Brasilien det første land til at anerkende uafhængigheden for Paraguay i 1811. Mens Argentina blev regeret af Juan Manuel Rosas (1829 – 1852), en fælles fjende til både Brasilien og Paraguay, bidrog Brasilien til forbedringer af befæstninger og udvikling af den paraguayanske hær ved at sende officerer og teknisk hjælp til Asunción. Eftersom ingen veje knyttede den brasilianske provins Mato Grosso til Rio de Janeiro, måtte brasilianske skibe færdes gennem paraguayanske områder op over Paraguay for at komme til Cuiabá. Brasilien havde mange gange vanskeligheder med at få sejltilladelse af regeringen i Asunción.
Brasilien udførte tre politiske og militære interventioner i Uruguay: i 1851 mod Manuel Oribe for at bekæmpe argentinsk indflydelse i landet, i 1855 efter anmodning fra den uruguayanske regering og Venancio Flores, leder af Colorado-partiet, som traditionelt var støttet af det brasilianske kejserdømme, og i 1864 mod Atanásio Aguirre. Denne sidste intervention skulle vise sig at være lunten til tripelalliancekrigen. Disse interventioner var alle i tråd med ønsket hos briterne om, at Rio de la Plata-regionen skulle forblive opsplittet for at stoppe ethvert forsøg på at monopolisere regionens mineralforekomster.

### Interventionen mod Aguirre
I april 1864 drog brasilianske udsendinge ledet af José Antônio Saraiva til Uruguay for at kræve betaling for ødelæggelser af gauchobøndernes områder og ejendomme, som lå i grænsekonflikter med bønder fra Uruguay. Den uruguayanske præsident Atanásio Aguirre fra nationalpartiet afslog de brasilianske krav. Solano López tilbød sig som mægler, men dette blev afslået af Brasilien. López brød derefter alle diplomatiske forbindelser med Brasilien i august 1864 og erklærede de brasilianske troppers okkupation af Uruguay for et angreb på ligevægten i Rio de la Plata-regionen.
Den 12. oktober invaderede brasilianske tropper Uruguay. Tilhængerne af Colorado-partiets Venancio Flores, som havde Argentinas støtte, slog sig sammen med de brasilianske tropper og afsatte Aguirre.

## Krigen

### Krigen begynder
Efter at være blevet angrebet af Brasilien bad Blanco-partiet i Uruguay om hjælp fra Solano López, men Paraguay kom ikke umiddelbart til sin allieredes assistance. I stedet tog det paraguayanske skib Tacuari et brasiliansk skib, Marquês de Olinda, til fange den 12. november 1864. Marquês de Olinda var sejlet op ad Paraguay-floden til Mato Grosso-provinsen. Paraguay erklærede krig mod Brasilien den 13. december 1865 og mod Argentina tre måneder senere, den 18. marts. Uruguay, som allerede var under kontrol af Venancio Flores, allierede sig med Brasilien og Argentina.
I begyndelsen af krigen var tripelalliancens militære styrke mindre end Paraguays styrke. Paraguay stillede mere end 60.000 veltrænede mænd, 38.000 som allerede var fuldt udstyrede. DEsuden kom en marineeskadre på 23 vapores samt fem flodskibe baseret omkring kanonbåden Tacuari. Landets artilleri inkluderte omtrent 400 skyts.
Brasiliens, Argentinas og Uruguays tropper var en brøkdel af den totale størrelse for Paraguay. Argentina havde ca. 8.500 almindelige tropper og en eskadre med fire vapores og en goleta. Uruguay gik ind i krigen med mindre end 2.000 mand og ingen marine. Mange af Brasiliens 16.000 tropper holdt til at begynde med til i de søndre garnisoner. Fordelen for Brasilien var dens marine, som bestod af 42 skibe med 239 kanoner og en besætning på omtrent 4.000 veltrænede soldater. En stor del af eskadren befandt sig allerede i Rio de la Plata-bassinet, hvor de havde haft en rolle under interventionen mod Aguirre under ledelse af Marquis de Tamandaré.
Brasilien ikke var forberedt på at udkæmpe en krig, da deres hær var uorganiseret. Tropperne, som blev brugt i interventionerne i Uruguay, bestod kun af bevæbnede gauchopolitikere og noget personel fra hjemmeværnet. Det brasilianske infanteri, som kæmpede i Tripelalliancekrigen, var ikke professionelle soldater men frivillige såkaldte Voluntários da Pátria. Mange var slaver, som blev sendt af bønderne. Kavaleriet var sat sammen fra hjemmeværnet i Rio Grande do Sul.
Brasilien, Argentina og Uruguay underskrev tripelalliancepagten i Buenos Aires den 1. maj 1865 og allierede dermed de tre Rio de la Plata-lande mod Paraguay. De udnævnte Bartolomé Mitre, præsidenten i Argentina, som øverstkommanderende for de allierede tropper.

### Paraguay angriber
I den første fase af krigen tog Paraguay initiativet. López' styrker satte stedet for de første slag ved at invadere Mato Grosso i nord i december 1864, og Rio Grande do Sul i syd samt den argentinske provins Corrientes i løbet af de første måneder af 1865.
To enheder af paraguayanske tropper invaderede Mato Grosso samtidig. På grund af det overlegne antal indtrængere blev provinsen hurtigt erobret.
Fem tusind mand, transportert i ti skibe og kommanderet af obersten Vicente Barrios, gik op over floden Paraguay og angreb fortet Nova Coimbra. Den 155 mand stærke garnison stod imod i tre dage under ledelse af oberstløjtnanten Hermenegildo de Albuquerque Port Carrero, senere baron af Fort Coimbra. Da al ammunitionen var opbrugt, flygtede modstanderne og drog sig tilbage op over floden i kanonbåden Anhambaí mod Corumbá. Efter at have okkuperet det tomme fort rykkede paraguayanerne nord over og tog byerne Albuquerque og Corumbá i januar 1865.
Den anden paraguayanske kolonne, som var ledet af oberst Francisco Isidoro Resquín og inkluderede fire tusind mand, gik igennem en region syd for Mato Grosso og sendte en afdeling for at angribe den militære grænse ved Dourados. Afdelingen, som var ledet af major Martín Urbieta, stødte på hård modstand den 29. december 1864 fra løjtnant Antonio João Ribeiro og hans 16 mand, som døde uden at overgive sig. Paraguayanerne fortsatte til Nioaque og Miranda, hvor de slog troppene under obersten José Dias da Silva. Coxim blev taget i april 1865.
Paraguays styrker gik til trods for sejrene ikke videre til Cuiabá, hovedstaden i provinsen. Augusto Leverger havde forstærket Melgaço-lejren for at beskytte Cuiabá. Hovedmålet var at lede opmærksomheden hos den brasilianske regering mod nord, da krigen ville gå mod syd, nærmere Rio de la Plata-mundingen. Invasionen af Mato Grosso var en afledningsmanøvre.
Invasionen af Corrientes og Rio Grande do Sul var den anden fase i det paraguayanske angreb. For at kunne støtte det uruguayanske Blancos-parti måtte de paraguayanske styrker bevæge sig igennem argentinsk område. I marts 1865 bad López den argentinske regering om tilladelse for en hær på 25.000 mand (ledet af General Wenceslao Robles) til at bevæge sig gennem Corrientes-provinsen. Præsident Bartolomé Mitre, en allieret med Brasilien under interventionen i Uruguay, nægtede at give tilladelse til dette.
Den 18. marts 1865 erklærede Paraguay krig mod Argentina. En paraguayansk eskadre, som kom ned ad Paraná-floden, fangede argentinske skibe i Corrientes-havnen. General Robles tropper besatte umiddelbart byen.
Ved at invadere Corrientes prøvede López å få støtte af den mægtige argentinske caudillo Justo José de Urquiza, guvernør af provinsen Corrientes og Entre Ríos, samt leder af de føderalistiske fjendtligt sindede mod Mitre og regeringen i Buenos Aires. Men Urquiza havde en uklar stilling mod de paraguayanske tropper, som rykkede frem omtrent 200 kilometer til syd før offensiven til sidst endte i en fiasko.
Sammen med Robles' tropper kom en styrke på 10.000 mand under kommando af oberstløjtnanten Antonio de la Cruz Estigarriba over den argentinske grænse syd for Encarnación i maj 1865, undervejs til Rio Grande do Sul. De forflyttede sig ned over Uruguay-floden og tog byen São Borja den 12. juni. Uruguaiana blev taget den 5. august uden nogen nævneværdig modstand. Den brasilianske reaktion var ikke kommet endnu.

### Brasilien reagerer
Brasilien sendte en ekspedition for at bekæmpe indtrængerne i Mato Grosso. En kolonne med 2.780 mand ledet af Oberst Manuel Pedro Drago drog fra Uberaba i Minas Gerais i april 1865, og ankom Coxim i desember efter en vanskelig march på mere end to tusind kilometer gennem fire provinser. Paraguay havde imidlertid forladt Coxim tidligere i december. Drago ankom til Miranda i september 1866, men paraguyanske styrker havde også trukket sig ud der. I januar 1867 tog oberst Carlos de Morais Camisão kommando over kolonnen, nu med blot 1.680 mand, og bestemte sig for at invadere Paraguays territorium, hvor han kom så langt ind som til Laguna. Ekspeditionen blev tvunget til at trække sig tilbage af paraguyansk kavaleri.
Til trods for anstrengelserne for oberst Camisãos tropper og modstanden i regionen, som lykkedes i at befri Corumbá i juni 1867, forblev Mato Grosso under Paraguays kontrol. De drog sig til sidst tilbage i april 1868 ved at forflytte tropperne til hovedskuepladsen for operationerne i Paraguays sydlige del.
Kommunikationen i Rio de la Plata-bassinet bevægede sig kun langs floderne, da få veje eksisterede. Den, som kontrollerede floderne, ville vinde krigen, så som befæstningerne som i Paraguay befandt sig på bredderne af den nedre ende af Paraguay-floden.
Søslaget ved Riachuelo skete den 11. juni 1865. Den brasilianske flåde kommanderet af Francisco Manoel Barroso da Silva vandt, tilintetgjorde den stærke paraguayanske marine og forhindrede Paraguay fra at okkupere argentinsk territorium. Slaget afgjorde i praksis krigen for tripelalliancen, som fra det tidspunkt og frem over kontrollerede floderne fra Rio de la Plata-bassinet op til indgangen til Paraguay.
Mens López beordrede tilbagetrækningen af styrkerne, som okkuperede Corrientes, avancerede de samme paraguayanske tropper, som invaderede São Borja fremover og tog Itaqui og Uruguaiana. En separat division på 3.200 mand, som fortsatte mod Uruguay under kommando af Major Pedro Duarte, blev nedkæmpet af Flores i det blodige slag om Jataí på bredderne af Uruguay-floden.
De allierede tropper samlede sig under kommando af Mitre i Concórdia-lejren i den argentinske provins Entre Ríos, med feltmarskalk Manuel Luís Osório i front for de brasilianske tropper. En del af tropperne, kommanderet af Generalløjtnant Manuel Marques de Sousa, Baron af Porto Alegre, drog for at forstærke Uruguaiana. Paraguay overgav sig her den 18. september 1865.
I de påfølgende måneder blev de sidste fremrykninger af Paraguay ind i argentinsk territorium generobrede: byerne Corrientes og San Cosme. Ved slutningen af 1865 var tripelalliancen i offensiven. Hærene talte nu mere end 50.000 mand, og de var rede til at invadere Paraguay.

### Invasionen af Paraguay
Invasionen af Paraguay fulgte retningen for Paraguay-floden fra Paso de la Patria. Fra april 1866 til juli 1868 var de militære operationer koncentrerede ved sammenløbet af floderne Paraguay og Paraná, hvor Paraguay havde koncentreret sine hovedforstærkninger. I mere end to år blev fremrykningerne for indtrængerne blokkeret, til trods for tripelalliancens første sejre.
Den første fæstning, som blev taget, var Itapiru. Efter slagene ved Paso de la Patria og Estero Bellaco slog de allierede styrker lejr ved sumpene omkring Tuyutí, hvor de så blev angrebet. Det første slag ved Tuyuti, vundet af de allierede den 24. maj 1866, var det største slag i Sydamerikas historie.
På grund af helbredet overdrog Orório i juli 1866 kommandoen af det første korps i den brasilianske hær til General Polidoro da Fonseca Quintanilha Jordão. Samtidig ankom det andet korps (10.000 mand) til krigsskuepladsen fra Rio Grande do Sul under ledelse af baronen af Porto Alegre.
For at åbne vejen til Humaitá, den største paraguayanske fæstning, angreb Mitre batterierne ved Curuzu og Curupaity. Curuzu blev overrasket af baronen af Porto Alegre, men Curupaity stod imod de 20.000 brasilianske og argentinske styrker under ledelse af Mitre og Porto Alegre, med hjælp fra eskadren under admiral Tamandaré. 5.000 mand faldt i løbet af få timer, og dette tab skabte en krise i kommandosystemet og stoppede de allieredes fremrykninger.
I denne krigsfase udmærkede mange brasilianske soldater sig, blandt dem heltene fra Tuyutí: general José Luís Mena Barreto, brigadegeneral Antônio de Sampaio, beskytter af de brasilianske infanterivåben, oberstløjtnant Emílio Luís Mallet, artillerichef, samt Osório, kavalerichefen. Desuden døde oberstløjtnant João Carlos af Vilagrã Cabrita, chefen for ingeniørvåbenet, i Itapiru.

### Caxias tager kommandoen
Udnævnt den 10. oktober 1866 til at tage kommando over de brasilianske styrker ankom marskalk Luís Alves de Lima e Silva, Marquis og senere hertug af Caxias Paraguay i november og fandt den brasilianske hær nærmest paralyseret. Kontingentet af de sygdomshærgede argentinere og uruguayanere var separeret fra resten af den allierede hær. Mitre og Flores var returneret til deres respektive lande på grund af interne politiske spørgsmål. Tamandaré var blevet erstattet af Admiral Joaquim José Inácio, senere Vicomte af Inhaúma. Osório organiserede et 5.000 mand stærkt tredje korps af den brasilianske hær i Rio Grande do Sul. Under Mitres fravær overtog Caxias kommandoen og omorganiserede hæren.
Mellem november 1866 og juli 1867, organiserede Caxias et sanitetskorps (for at hjælpe det endeløse antal sårede soldater og for at bekæmpe koleraepidimier) og en forsyningstjeneste for tropperne. I denne periode var de militære operationer begrænset til træfninger med paraguayanerne og bombning af Curupaity. López udnyttede desorganiseringen af hæren til at forstærke sin befæstning i Humaitá.
Fundamentet i Caxias' taktik var at udflankere den venstre fløj af de paraguayanske forstærkninger. Caxias ville gå forbi de paraguayanske befæstninger, afskære forbindelserne mellem Asunción og Humaitá for derefter at omringe paraguayanerne. For at opnå dette, marcherede Caxias til Tuiu-Cuê. Men Mitre, som var kommet tilbage i kommando i august 1867, insisterede på at angribe den højre fløj, en strategi som tidligere havde været katastrofal i Curupaity. Efter hans ordre kæmpede den brasilianske eskadre sig forbi Curupaity, men blev tvunget til at stoppe ved Humaitá. Nye fraktioner i den øverste ledelse opstod: Mitre ville fortsætte, men brasilianerne tog i stedet São Solano, Pike og Tayi og isolerede dermed Humaitá fra Asunción. Som en reaktion angreb López de allierte i Tuiuti men led nye nederlag
Med fjernelsen af Mitre i januar 1868 tog Caxias over overkommandoen og besluttede at gå forbi Curupaity og Humaitá, udført med succes af eskadren under kommando af kaptajn Delfim Carlos de Carvalho, senere baron af Passagem. Humaitá faldt den 25. juli efter en lang belejring.
Undervejs til Asunción gik Caxias' hær 200 kilometer til Palmas og stoppede ved floden Piquissiri. Der havde López koncentreret 18.000 paraguayanere i en forstærket linje, som udnyttede terrænet og støttede forterne i Angostura og Itá-Ibaté. Med udsigt til frontalkamp beordrede Caxias den såkaldte Piquissiri-manøvre. Mens en skvadron angreb Angostura, lod Caxias hæren krydse over den højre side af floden. Han beordrede konstruktionen af en vej i sumpene af Chaco, som troppene benyttede til at rykke frem mod nordøst. I Villeta krydsede hæren floden igen mellem Asunción og Piquissiri, bag den forstærkede paraguayanske linje. I stedet for at gå fremover til hovedstaden, der allerede var evakueret og bombet, gik Caxias sydover og angreb paraguayanerne bagfra.
Caxias havde allerede opnået en række sejre i december 1868, da han drog sydover for at tage Piquissiri bagfra ved at tage Itororó, Avaí, Lomas Valentinas og Angostura. Den 24. december sendte de tre nye kommandører af tripelalliancen (Caxias, argentinerne Gelly og Obes, og Uruguays Enrique Castro) en besked til Solano López, hvor de bad ham om at overgive sig. Men López afslog dette og flygtede til Cerro Leon.
Asunción blev okkuperet den 1. januar 1869 af styrker under kommando af oberst Hermes Ernesto da Fonseca, fader til den senere marskalk Hermes da Fonseca. Den femte dag ankom Caxias til byen med resten af hæren, og tretten dage senere forlod han sin kommando.

## Slutningen på krigen
Svigersønnen til kejser Dom Pedro II, Gastão af Orléans, greven af Eu, blev valgt til at lede den sidste fase af de militære operationer i Paraguay. Han var ikke bare ude efter et totalt paraguayansk nederlag men også et styrkning af det brasilianske kejserdømme. I august 1869 satte tripelalliancen ind en midlertidig regering i Asunción under ledelse af paraguayaneren Cirillo Antonio Rivarola.
Solano López organiserede modstandsbevægelsen i bjergkæderne nordøst for Asunción. I spidsen for 21.000 mand ledede greven af Eu kampagnen mod den paraguayanske modstand, kaldet "Kampagnen i bjergkæden", som varede over et år. De vigtigste slag var slagene om Piribebuy og om Acosta Ñu, hvor mere end 5.000 paraguayanere døde.
To afdelinger blev sendt ind i skovene mod nord efter Solano López, som var fulgt af 200 mand. Den 1. marts 1870 overraskede tropperne under general José Antônio Correia da Câmara den sidste paraguayanske lejr i Cerro Corá, hvor Solano López blev dødeligt såret af et spyd, mens han prøvede at svømme bort nedover Aquidabanigui-strømmen. Hans sidste ord var: "Muero con mi patria" (Jeg dør med mit hjemland). Dette markerede slutningen på Tripelalliancekrigen.

## Dødelighed
Paraguays indbyggere havde været fanatisk forpligtede til López og krigsindsatsen, og som en følge af dette kæmpede de indtil sidste afslutning. Paraguay led massive tab, måske flertallet af dets indbyggere. Krigen efterlod landet totalt udmattet. Det nøjagtige antal af faldne er højst omdiskuteret, men det er blevet anslået, at 300.000 paraguayanere, for det meste civile, døde. Op til 90 % af den mandlige befolkning kan være blevet dræbt. Ifølge et beregnet skøn blev førkrigsbefolkningen på omtrent 525.000 paraguayanere reduceret til omtrent 221.000 i 1871, hvoraf kun omtrent 28,000 var mænd. Det eksakte antal af faldne vil formodentlig aldrig kunne blive angivet.
Af omtrent 123.000 brasilianere, som kæmpede i Tripelalliancekrigen, siger de bedste estimater, at omkring 50.000 døde. Uruguays styrker talte ca. 5.600 mand (hvoraf nogen var udlændinge), og af disse døde omtrent 3.100. Argentina mistede omtrent 18.000 af sine 30.000 stridende.
Den høje dødsraten var ikke et resultat af kamphandlingerne i sig selv. Dårlig mad og vældig dårlig hygiejne forårsagede størstedelen af dødsfaldene. Blandt brasilianerne døde 2/3 på sygehus og under marcherne, før de kom i kontakt med fjenden. I begyndelsen af konflikten kom størstedelen af de brasilianske soldater fra nord- og nordøstregionerne af landet. Ændringen i klimaet fra varmt til koldt og mængden af tilgængelig mad kom pludselig for dem. Drikkevandet fra floderne var nogen gange inficeret med kolera, hvilket ved flere tilfælde gjorde, at hele bataljoner med brasilianere omkom.

## Konsekvenser af krigen
Efter Paraguays endelige nederlag i 1870 søgte Argentina at håndhæve en hemmelig klausul i Tripelalliancen, som gav Argentina ret til en stor del af Gran Chaco, en paraguayansk region rig på quebracho, et produkt som blev brugt ved farvning af læder. De argentinske forhandlere foreslog Brasilien, at Paraguay skulle deles i to, hvoraf hver af sejrherrerne ville indlemme landområderne i deres egne lande. Den brasilianske regering ønskede derimod ikke, at Paraguay skulle ophøre med at eksistere, da det fungerede som en buffer mellem det brasilianske kejserdømme og Argentina.
En stilstand begyndte, og den brasilianske hær, som havde total kontrol over Paraguays territorium, blev i landet seks år efter Paraguays endelige nederlag i 1870. De forlod først landet i 1876 alene for at sikre, at Paraguay fortsat ville eksistere. I denne periode tiltog muligheden for en bevæbnet konflikt med Argentina om kontrol over Paraguay, da Argentina ville have kontrol over Chacoregionen men blev blokkeret af den brasilianske hær.
Der blev aldrig underskrevet nogen endelig fredsaftale. Grænserne mellem Paraguay og Argentina blev fastlagt efter lange forhandlinger, som endte med en traktat, som definerede grænsen mellem de to lande. Traktaten blev undertegnet den 3. februar 1876 og gav Argentina omtrent en tredjedel af deres oprindelige krav. Det var én region, som man aldrig kom til enighed om, den mellem Verde-floden og hovedstrømmen af Pilcomayo-floden. Det blev til sidst afgjort af den amerikanske præsident Rutherford B. Hayes, som erklærede, at den tilhørte Paraguay. Det paraguayanske departement "Presidente Hayes" fik sit navn på grund af denne afgørelse. Brasilien undertegnede en separat fredsaftale med Paraguay den 9. januar 1872, hvor det fik fri færdsel på Paraguay-floden. Brasilien fik grænserne, det havde krævet før krigen. Aftalen fastsatte også en krigsgæld til den kejserlige regering i Brasilien, som til sidst blev eftergivet i 1943 af Getúlio Vargas som et svar på et lignende argentinsk initiativ.
Da præsidenterne Ernesto Geisel og Alfredo Stroessner i december 1975 undertegnede en aftale om venskab og samarbejde i Asunción, returneredte den brasilianske regering sit krigsbytte til Paraguay.
Krigen er fortsatt et kontroversielt emne, især i Paraguay, hvor den er betragtet som enten en frugtesløs kamp for rettighederne for en mindre nation mod aggression fra de stærkere naboer eller som et tåbeligt forsøg på at kæmpe en uvindelig krig, som næsten tillintetgjorde en hel nation. I Argentina så mange, efterhånden som krigen udviklede sig, mere på hele konflikten som en erobringskrig af Mitre end som et forsvar mod aggression.
De paraguayanske landsbyer, som blev ødelagte af krigen, blev forladte, og de overlevende bønder flyttede til udkanten av Asunción eller gik over til selvforsyningslandbrug i den centrale region i landet. Andre områder blev solgt til udlændinge, hovedsagelig argentinere, og omgjort til godser. Den paraguayanske industri faldt sammen. Det paraguayanske marked åbnede sig for britiske produkter, og landet blev tvunget til at optage lån udefra for første gang, over en million britiske pund. Briterne var faktisk dem, som fik mest ud af denne krig: foruden at have udryddet den paraguayanske trussel i Sydamerika, tog også Brasilien og Argentina massive lån som delvis fortsætter til i dag (Brasil betalte alle britiske lån i løbet af Getúlio Vargas' periode).
Argentina indlemmede en del af det paraguayanske territorium og blev den stærkeste af Rio de la Plata-landene. Under felttoget havde provinserne Entre Ríos og Corrientes forsynet de brasilianske tropper med kvæg, mad og andre produkter.
Brasilien betalte en høj pris for sejren. Krigen blev finansieret af Bank of London, Baring Brothers og N M Rothschild & Sons. I de fem år, krigen varede, nåede de brasilianske udgifter to gange indtægterne, hvilket forårsakede en finansiel krise.
Totalt annekterede Argentina og Brasilien omtrent 140.000 km² af Paraguays områder. Argentina tog meget af Misiones-regionen og dele af Chaco mellem floderne Bermejo og Pilcomayo. Brasilien udvidede sin Mato Grosso-provins ved at kræve områder, som havde været omstridt med Paraguay før krigen. Begge krævede store erstatninger (som aldrig blev betalt) og okkuperede Paraguay til 1876. Imens tog Coloradospartiet over kontrollen af Uruguay, som det beholdt indtil 1958.
Slaveriet blev undermineret i Brasilien, da slavene blev løsladte for at tjene i krigen. Den brasilianske hær blev en ny og udadvendt styrke i det nationale dagligliv. Den omformede sig til en stærk institution som, med krigen, vandt tradition og intern bindekraft og ville få en betydelig rolle i den senere udviklingen i landets historie.